# Ајбау
Ајбау (њем. Eibau) општина је у њемачкој савезној држави Саксонија. Једно је од 59 општинских средишта округа Герлиц. Према процјени из 2010. у општини је живјело 4.743 становника. Посједује регионалну шифру (AGS) 14626090.

## Географски и демографски подаци
Ајбау се налази у савезној држави Саксонија у округу Герлиц. Општина се налази на надморској висини од 368 метара. Површина општине износи 17,4 km². У самом мјесту је, према процјени из 2010. године, живјело 4.743 становника. Просјечна густина становништва износи 273 становника/km².

## Међународна сарадња
| Мјесто | Држава    | Врста сарадње | Од    |
| ------ | --------- | ------------- | ----- |
| Нујнен | Холандија | контакт       | 2000. |
|        | Чешка     | партнерство   | 1996. |
| Извор  |           |               |       |